# René Metge
René Jean Metge (Montrouge, 23 ottobre 1941 – Longjumeau, 3 gennaio 2024) è stato un pilota di rally francese, vincitore in carriera di tre edizioni del Rally Dakar (1981, 1984 e 1986).

## Biografia
Prima di specializzarsi nei rally raid fu pilota di endurance, vantando poi sei partecipazioni alla 24 Ore di Le Mans.
In seguito, assieme a Hubert Auriol, si occupò dell'organizzazione dell'Africa Race.
Morì a Longjumeau il 3 gennaio 2024 all'età di 82 anni.

## Palmarès

### Rally Dakar
| Anno | Categoria | Equipaggio                           | Mezzo             | Pos. |
| ---- | --------- | ------------------------------------ | ----------------- | ---- |
| 1979 | Auto      | Christoph Neveu                      | Range Rover       | Rit. |
| 1980 | Camion    | Thierry De Saulieu - Georges Landais | Leyland Marathon  | 7º   |
| 1981 | Auto      | Bernard Giroux                       | Range Rover       | 1º   |
| 1982 | Auto      | Bernard Giroux                       | Range Rover       | Rit. |
| 1983 | Auto      | Alain Gillot                         | Range Rover       | Rit. |
| 1984 | Auto      | Dominique Lemoyne                    | Porsche 911       | 1º   |
| 1985 | Auto      | Dominique Lemoyne                    | Porsche 959       | Rit. |
| 1986 | Auto      | Dominique Lemoyne                    | Porsche 959       | 1º   |
| 1994 | Camion    | Pascal Serre - Livio Diamante        | Perlini           | 6º   |
| 1996 | Auto      | navigatore di Patrick Tambay         | Mitsubishi Pajero | 13º  |
| 2002 | Auto      | navigatore di Johnny Halliday        | Nissan            | 49º  |
| 2003 | Auto      | Elodie Metge                         | Mercedes ML430    | 23º  |
| 2006 | Auto      | Bernard Chevalier                    | Nissan            | 31º  |
| 2007 | Auto      | navigatore di Yvan Muller            | Buggy Dessoude    | 22º  |